# Arshile Gorky
Arshile Gorky, rodným jménem Vosdanig Manoug Adoian (15. dubna 1904? – 21. července 1948) byl americký malíř arménského původu, představitel abstraktního expresionismu.

## Život
Datum jeho narození je nejisté. Sám uváděl různé roky, nejčastěji 1902 a 1904. Narodil se ve vesnici Khorgom na břehu Vanského jezera v Osmanské říši. Roku 1908 jeho otec uprchl do Spojených států amerických a zbytek rodiny nechal ve městě Van. Roku 1915 uprchl on i s matkou a třemi sestrami během arménské genocidy na území spadající pod Rusko. Roku 1920 odjel do USA, kde se setkal s otcem; jeho matka zemřela v předchozím roce v důsledku vyhladovění. Zde si změnil své dosavadní jméno Vosdanig Manoug Adoian na Arshile Gorky a označoval se za gruzínského šlechtice; jindy tvrdil, že je příbuzný ruského spisovatele Maxima Gorkého. Přestože studoval na několika školách, na žádné z nich nevydržel příliš dlouho a jeho jediným vzděláním bylo navštěvování galerií. Počínaje rokem 1946 se v jeho životě začaly objevovat různé problémy, vyhořel jeho ateliér, byla mu nalezena rakovina, poranil se při autonehodě a opustila jej manželka s dětmi. To vše vedlo k tomu, že se Arshile Gorky v červenci roku 1948 oběsil.